# Федулов, Анатолий Васильевич
Анатолий Васильевич Федулов (14 апреля 1936 — 24 декабря 2004, Кассель, Германия) — советский футболист, нападающий. Мастер спорта СССР (1963).

## Биография
Воспитанник барнаульского футбола. На взрослом уровне начинал играть в местных коллективах физкультуры — ВРЗ, «Динамо». Во время службы в армии играл за барнаульскую команду «Красное Знамя».
В 1958 году включён в состав ведущей команды города — «Урожай» (позднее — «Темп», «Динамо»). В своём первом сезоне в классе «Б» стал автором 15 голов, на один гол меньше своего напарника по линии атаки Виктора Крушнякова. Впоследствии составлял атакующий тандем с Борисом Брыкиным. В 1960 году впервые был избран капитаном барнаульского клуба и снова стал автором 15 голов за сезон (уступил Брыкину, забившему 22). Стал первым игроком из Барнаула, включённым в список 33-х лучших футболистов РСФСР (1960).
Также выступал за барнаульские команды в хоккее с шайбой и с мячом.
В 1961 году перешёл в минскую «Беларусь». Дебютировал в высшей лиге 8 апреля 1961 года в матче против кишинёвской «Молдовы». Всего в апреле-мае 1961 года сыграл 4 матча в высшей лиге.
После ухода из минского клуба снова играл в Барнауле. Со своим клубом становился победителем зональных турниров класса «Б» 1963 и 1964 годов. В 1963 году стал автором 22 голов за сезон, но снова уступил Брыкину (26). Всего за два периода игры в барнаульском клубе забил 105 голов в официальных матчах, входит в символический Клуб Бориса Брыкина для игроков из Сибири и Дальнего Востока, забивших более 100 голов. В 1962—1964 годах был капитаном барнаульской команды, отличался строгим соблюдением спортивного режима. Был членом КПСС.
В 1962—1964 годах вызывался в сборную РСФСР. Первым из барнаульских футболистов удостоен звания «мастер спорта СССР» (1963). Сезон 1965 года пропустил из-за учёбы и практики в милиции, затем вернулся в состав команды.
После окончания игровой карьеры работал начальником команды «Динамо» (Барнаул). Также служил в уголовном розыске. Имел высшее юридическое образование.
Скончался в Германии в 2004 году.